# Club Atlético Lavalleja (Rocha)
El Club Atlético Lavalleja es un club de fútbol uruguayo, fundado en 1934, en la ciudad de Rocha. Juega en la Liga Rochense de Fútbol.

## Historia[1]
A principios de 1931 ya existía un club en la zona de los Tres Barrios, llamado Lavalleja, de camiseta verde oscura y presidido por Don Rosalío González, quien fuera posteriormente uno de los dirigentes fundadores del Club. Este equipo disputaba partidos no oficiales en una cancha conocida como "Cancha de Larrañaga", propiedad de José Larrañaga. 
El club no prospera y deja de existir por un tiempo y reaparece oficialmente en el domingo 14 de enero de 1934.
Aquella noche, a las 20:00hs, se reunió en asamblea realizada en el local de Abel Peyrot un conjunto de deportistas para constituir un club para la práctica del fútbol.
En la misma se resuelve la creación del club y un acta que marca los siguientes puntos:
1.- Que el club lucirá los colores verde y blanco en su camiseta, a rayas verticales, pantalón blanco con vivos verdes y blancos.
2.- Iniciar las actividades deportivas practicando en el campo del Señor José Larrañaga y ejercicios de gimnasia en el Campo Municipal.
3.- Invitar para la disputa de un partido amistoso al Club Martín Soroa, el próximo domingo en horas de la mañana.
4.- Cada uno de los jugadores adquirirá su equipo, y se efectuará una colecta para la compra de pelota, banderines y botiquín.

## Estadio
El equipo disputa sus partidos de local en su cancha, denominada "Las Barrancas", en pleno barrio José Machado.
Fue inaugurado el 2 de julio de 2006 en partido disputado por el Torneo Clasificatorio de la Liga Rochense de Fútbol ante el Club Deportivo La Paloma, siendo victoria del albiverde por 2 a 1. El primer gol fue convertido por el jugador Roberto Pioli.
Este escenario cuenta también con un pequeño parque y una cancha de Baby Fútbol en donde disputan sus partidos las divisiones inferiores del Club.

## Palmarés
- Liga Rochense de Fútbol[2]: 1940, 1942, 1944, 1945, 1946, 1952, 1965, 1966, 1969, 1970, 1971, 1979, 1987, 1988, 2000, 2002, 2008, 2011, 2017, 2018, 2021,2022,2023,2024
- Copa Ciudad de Rocha[2]: 2008, 2011, 2015, 2018.
- Campeonato Departamental de Rocha[3]: 1970, 1971, 1978, 2002.
- Torneo de Ascenso: 1985.